# トリアイ
トリアイ（古希: Θριαι、古代ギリシア語ラテン翻字: Thriai）は、ギリシア神話に登場する3人のニュンペー（ニンフ）。
ゼウスの娘で、パルナッソス山に住み、アポローンの養母となった。予言者であり小石による占術を発見した。蜜を好み、彼女たちに予言をうかがう際には多くの蜜を献じたといわれる。